# Biblioteca Militare Centrale
Die Biblioteca Militare Centrale (deutsch: „Zentrale Militärbibliothek“) ist eine italienische Militärbibliothek in Rom. Zusammen mit Fach- und Garnisonsbibliotheken (biblioteche militari di presidio) des italienischen Heeres untersteht sie dem militärgeschichtlichen Büro (ufficio storico) des Heeresgeneralstabs. Die Biblioteca Militare Centrale befindet sich am Sitz des Heeresgeneralstabs im Palazzo Esercito an der Via XX Settembre, wenige hundert Meter nordöstlich des Quirinalspalastes. Sie ist für die Öffentlichkeit zugänglich.

## Geschichte
Die Biblioteca Militare Centrale wurde im Jahr 1814 von König Viktor Emanuel I. von Sardinien-Piemont in Turin gegründet, damals unter der Bezeichnung „Bibliothek des königlichen Generalstabs- und Topographiekorps“ (Biblioteca del corpo reale dello stato maggiore e della topografia). Im folgenden Jahr kam die Bibliothek der königlichen Artillerie dazu, 1836 die der königlichen Genietruppe. Im Jahr 1854 ordnete Kriegsminister Alfonso La Marmora die Fusion der drei Bibliotheken an; die so geschaffene Bibliothek trug ab 1859 den schlichten Namen Biblioteca Militare.
Nach der Einigung Italiens im Jahr 1861 verlegte die Bibliothek 1865 ihren Sitz nach Florenz, das von 1865 bis 1870 Hauptstadt des Königreichs Italien war. In Florenz kam die Bibliothek bei der topographischen Dienststelle des Generalstabs unter. Diese Dienststelle, aus der 1872 das Militärgeographische Institut Florenz entstand, hatte dort wiederum eine eigene Fachbibliothek. Während letztere mit dem Militärgeographischen Institut in Florenz verblieb, zog die Biblioteca Militare 1871 nach Rom, das nach Beseitigung des Kirchenstaates Hauptstadt Italiens geworden war. In Rom fand man jedoch zunächst keinen passenden Ort für die Bibliothek, und so lagerte man ihre Bestände in verschiedenen Stadtpalais ein, bis 1888 das neue Gebäude des Kriegsministeriums eröffnet wurde, in dem sich die Bibliothek zusammen mit dem Heeresgeneralstab noch immer befindet.
Seinerzeit gab es in Rom fünf Militärbibliotheken: die Biblioteca Militare, die Amtsbibliothek des Kriegsministeriums, die Garnisonsbibliothek, die Bibliothek des Sanitätsinspektorats und die Bibliothek des Inspektorats der Artillerie und der Genietruppe. Mit einem Erlass vom 27. September 1891 ordnete Kriegsminister Luigi Pelloux zum folgenden 1. November die Zusammenlegung der genannten ersten drei Bibliotheken zur Biblioteca Militare Centrale an. Im Jahr 1893 wurde auch die Bibliothek des Sanitätsinspektorats in die Zentrale Militärbibliothek eingegliedert. Aus der Bibliothek des Inspektorats der Artillerie und der Genietruppe ging hingegen 1914 die noch heute bestehende, separate Fachbibliothek Biblioteca di Artiglieria e Genio hervor.

## Bestände
Die Biblioteca Centrale Militare besitzt rund 250.000 Druckschriften, davon über 120.000 Bücher, sowie rund 1000 laufende Periodika. Die antike Sondersammlung (bis 1830) umfasst rund 1200 Bände, darunter Drucke des 16. Jahrhunderts. Besonders erwähnenswert ist Prokopios von Caesareas De Bello Persico sowie sein De Bello Gothorum in einer gedruckten Ausgabe von 1506, die zusammen mit De Bello Vandilico sein bedeutendstes Werk bilden. Die Nutzung dieser Sondersammlung ist nur nach Genehmigung des Bibliotheksleiters möglich. Ausleihe ist für Zivilisten nicht und für Soldaten nur unter bestimmten Bedingungen möglich.
Die Biblioteca Militare Centrale gehört seit 2001 dem Bibliotheksverbund Servizio Bibliotecario Nazionale an.

## Andere Militärbibliotheken
Unter der Bezeichnung Biblioteca Centrale unterhalten die Stäbe der italienischen Marine und Luftwaffe vergleichbare zentrale Militärbibliotheken. Darüber hinaus haben die Teilstreitkräfte weitere Militärbibliotheken bei ihren jeweiligen Territorialkommandos und Ausbildungseinrichtungen. Im Bereich des Heeres bestehen neben der Biblioteca Militare Centrale und der genannten Fachbibliothek der Artillerie und der Genietruppe (Piazza San Marco in Rom) noch Garnisons- oder Wehrbereichsbibliotheken in Turin (bei der Applikationsschule), Mailand (bei der Kadettenschule Teulié), Verona, Padua, Triest, Modena (bei der Militärakademie), Bologna, Florenz (zugleich Bibliothek des Militärgeographischen Instituts, 120.000 Bände), Civitavecchia (beim Gefechtssimulationszentrum, ehemals Kriegsschule), Viterbo (bei der Unteroffiziersschule), Neapel (daneben die separate Bibliothek der Kadettenschule Nunziatella), Catanzaro, Palermo und Cagliari. In der Vergangenheit gab es von diesen Biblioteche militari di presidio noch einige mehr. Kleinere Sammlungen sind hier nicht berücksichtigt.
Die Italienische Militärbibliothek im norditalienischen Varallo Sesia, die mit der privatrechtlichen Società Italiana di Storia Militare kooperiert, gehört nicht zum Geschäftsbereich des italienischen Verteidigungsministeriums.